# Importheffingen van de regering-Trump II
Tijdens het tweede presidentschap van Donald Trump werden importheffingen opgelegd, die een escalatie van het protectionistische handelsbeleid in de Verenigde Staten vormden. 

## Achtergrond
De  importheffingen waren volgens economen ingegeven door de ideeën van Peter Navarro en de ideologie van Project 2025. 

## Inhoud
President Trump kondigde een reeks hoge heffingen aan op importen uit alle andere landen. Terwijl zijn eerste regering heffingen oplegde aan ongeveer $380 miljard importwaarde, zou het totaal onder zijn tweede regering naar verwachting in april 2025 meer dan $ 2,5 biljoen bedragen, waardoor de gemiddelde heffing op importen stijgt van 2,5% naar 16,5%.
Trump wakkerde de aanhoudende handelsoorlog met China verder aan, door de basisheffing op importen uit het land na 9 april te verhogen naar een effectief niveau van 54%. Hij begon een tweede handelsoorlog met Canada en Mexico door een heffing van 25% op te leggen op de meeste Canadese en Mexicaanse goederen, maar stelde later voor onbepaalde tijd een vrijstelling in voor alle USMCA-conforme goederen. Trump presenteerde deze acties als een manier om de landen ter verantwoording te roepen voor de illegale drugshandel en immigratie, terwijl hij tegelijkertijd de binnenlandse productie steunde. Later legde hij een importheffing van 25% op op geïmporteerd staal, aluminium en autoproducten uit alle landen, en verwacht werd dat ook geïmporteerde auto-onderdelen zouden volgen. Rusland stond niet in de lijst van door de heffingen getroffen landen, wat in het licht van de internationale sancties tegen juist dat land enigszins opvallend was.
Op 2 april, een dag die Trump "Bevrijdingsdag" noemde, kondigde hij een universele importheffing van 10% aan op alle goederen die de VS binnenkomen en hogere heffingen op goederen van 57 handelspartners. De oplegging van deze heffingen, die door de regering-Trump omstreden "‘wederkerige heffingen" werden genoemd, evenals vergeldingsheffingen van andere landen, resulteerden in een onmiddellijke beurskrach en een bearmarkt. 
Volgens de door de regering-Trump vrijgegeven formule voor het berekenen van heffingen werden handelsdeficits als inherent negatief beschouwd en moesten ze worden geëlimineerd. De regering beweerde dat deze tekorten werden veroorzaakt door regelgevende barrières voor Amerikaanse producten, milieuheffingen, verschillen in consumptiebelastingsheffingen, kosten van naleving van de regelgeving en valutamanipulatie of onderwaardering. De basisheffing van 10% gold echter ook voor landen met een handelsoverschot tegenover de VS, zoals de Verenigde Arabische Emiraten en Australië.
De basisheffing van 10% ging in op 5 april. De extra heffingen zouden ingaan op 9 april. Canada, China en de Europese Unie kondigden tegenheffingen aan, terwijl andere landen onderhandelingen begonnen met als doel verdere handelsgeschillen te voorkomen. Verschillende vooraanstaande Amerikaanse wetenschappers, waaronder degenen die door het Witte Huis worden aangehaald om de maatregel uit te leggen, uitten kritiek op de shortcuts en de twijfelachtige wiskunde die de regering-Trump gebruikt om de heffingen te rechtvaardigen.
Op 9 april kondigde Trump op Truth Social aan dat de wederzijdse heffingen boven de 10%, die die ochtend van kracht waren geworden, voor 90 dagen zouden worden opgeschort voor alle landen behalve China. Het Chinese tarief werd verhoogd naar 125%, terwijl de import uit alle andere landen op het basistarief van 10% bleef. De aandelen stegen binnen enkele minuten na de aankondiging, waarbij de S&P 500 met meer dan 7% steeg.

## Beleid van "wederkerige heffingen"
| Land of gebied                         | Percentage |
| -------------------------------------- | ---------- |
| Algerije                               | 30%        |
| Angola                                 | 32%        |
| Bangladesh                             | 37%        |
| Bosnië en Herzegovina                  | 35%        |
| Botswana                               | 37%        |
| Brunei                                 | 24%        |
| Cambodja                               | 49%        |
| Kameroen                               | 11%        |
| China                                  | 34%        |
| Democratische Republiek Congo          | 11%        |
| Equatoriaal Guinea                     | 13%        |
| Europese Unie                          | 20%        |
| Falklandeilanden (Verenigd Koninkrijk) | 41%        |
| Fiji                                   | 32%        |
| Filippijnen                            | 17%        |
| Guyana                                 | 38%        |
| India                                  | 26%        |
| Indonesië                              | 32%        |
| Irak                                   | 39%        |
| Israël                                 | 17%        |
| Ivoorkust                              | 21%        |
| Japan                                  | 24%        |
| Jordanië                               | 20%        |
| Kazakstan                              | 27%        |
| Laos                                   | 48%        |
| Lesotho                                | 50%        |
| Libië                                  | 31%        |
| Liechtenstein                          | 37%        |
| Madagascar                             | 47%        |
| Malawi                                 | 17%        |
| Maleisië                               | 24%        |
| Mauritius                              | 40%        |
| Moldavië                               | 31%        |
| Mozambique                             | 16%        |
| Myanmar                                | 44%        |
| Namibië                                | 21%        |
| Nauru                                  | 30%        |
| Nicaragua                              | 18%        |
| Nigeria                                | 14%        |
| Noord-Macedonië                        | 33%        |
| Noorwegen                              | 15%        |
| Pakistan                               | 29%        |
| Servië                                 | 37%        |
| Sri Lanka                              | 44%        |
| Syrië                                  | 41%        |
| Taiwan                                 | 32%        |
| Thailand                               | 36%        |
| Tsjaad                                 | 13%        |
| Tunesië                                | 28%        |
| Vanuatu                                | 22%        |
| Venezuela                              | 15%        |
| Vietnam                                | 46%        |
| Zambia                                 | 17%        |
| Zimbabwe                               | 18%        |
| Zuid-Afrika                            | 30%        |
| Zuid-Korea                             | 25%        |
| Zwitserland                            | 31%        |
| Alle andere landen en gebieden         | 10%        |

Kaart van landen en gebieden die getroffen zijn door de heffingen en percentages daarvan

Op 13 februari 2025 gaf Trump zijn staf opdracht zowel monetaire als niet-monetaire handelsbarrières te onderzoeken die door andere landen werden opgelegd en om voor elk land op maat gemaakte "wederkerige heffingen" te ontwikkelen om deze tegen te gaan en te bestraffen. Hij gaf hen de opdracht om bij hun analyse rekening te houden met factoren als bestaande heffingen, wisselkoersen en handelsbalansen. Lutnick zei dat zijn team uiterlijk 1 april 2025 een plan klaar zou hebben. Trump kondigde aan dat hij de wederkerige tarieven op 2 april 2025 zou onthullen, een datum die hij "Bevrijdingsdag" (Liberation Day) noemde.
Op 2 april 2025 riep Trump de noodtoestand uit om het hoofd te bieden aan wat hij omschreef als een 'groot en aanhoudend Amerikaans handelstekort', waardoor hij de International Emergency Economic Powers Act kon aanroepen om een tarief van 10% op te leggen op alle importen naar de VS, met ingang van 5 april 2025. Hij kondigde ook hogere tarieven aan voor 57 landen en territoria, die op 9 april ingaan. Het Witte Huis zei dat deze heffingen zouden worden toegepast in aanvulling op de bestaande maatregelen op Chinese importen, wat zou resulteren in een effectief tarief van 54% op Chinese goederen na 9 april 2025. Politico beschreef de maatregelen als "de belangrijkste protectionistische handelsmaatregel van de VS sinds de jaren dertig", toen het Congres de Smoot-Hawley Tariff Act aannam. De voorzitter van de Federal Reserve, Jerome Powell, beschreef de tarieven en de waarschijnlijke economische impact ervan als "aanzienlijk groter dan verwacht".
De wederkerige heffingen van de VS en China stegen nog verder: volgens persbureau Bloomberg stegen de Amerikaanse heffingen op Chinese goederen tot 145%, terwijl de Chinese heffingen op Amerikaanse goederen (met ingang van 12 april 2025) stegen tot 125%. Op 12 april 2025 werd bekend dat de heffingen niet van toepassing zouden zijn op smartphones en een aantal andere typen elektronica.

### Uitgesloten goederen
De volgende goederen werden niet beïnvloed door extra tarieven, inclusief het basistarief van 10%:
- Alle artikelen die onder 50 USC 1702(b) vallen, zoals boeken en ander informatiemateriaal
- Staal- en aluminiumproducten, die afzonderlijk werden getroffen door een universele heffing van 25% op grond van Section 232
- Auto's en auto-onderdelen, die afzonderlijk werden getroffen door een universele heffing van 25% op grond van Section 232
- Koper, farmaceutische producten, halfgeleiders, houtproducten, bepaalde kritieke mineralen en energie en energieproducten, waarvan sommige werden onderzocht voor heffingen op grond van Section 232
- Alle producten die in de toekomst onderhevig zullen zijn aan de heffingen van Section 232
- Producten uit Mexico en Canada die voldoen aan de USMCA, met uitzondering van goederen die onder de heffingen van Section 232 vallen

### Berekening

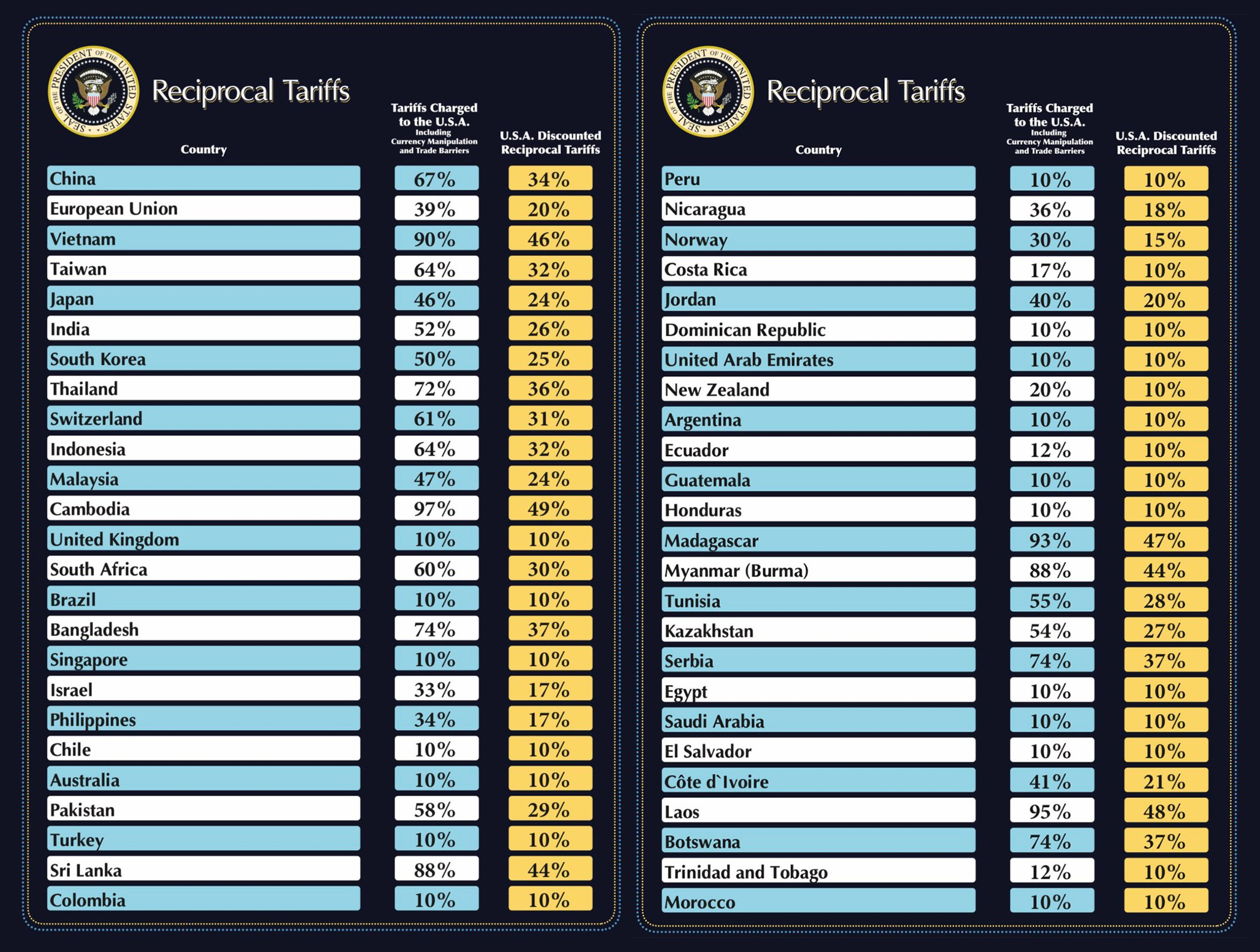
Een tabel met de tarieven voor "Liberation Day" van april 2025 en de claims waarop deze zijn gebaseerd

Kort na de onthulling meldde financieel journalist James Surowiecki dat het uiteindelijke beleid van "wederzijdse tarieven" de waarde van de handelsbelemmeringen van een land lijkt te berekenen door het Amerikaanse handelstekort met het land te delen door de waarde van de Amerikaanse import uit het land. Het ‘wederkerige’ tarief dat Trump oplegde werd vervolgens berekend door die waarde te halveren.
Als we bijvoorbeeld het Amerikaanse handelsdeficit in goederen met China in 2024 ($295 miljard) delen door met het bedrag dat de VS uit China importeerde, $439 miljard, resulteert dat in de 67% handelsbarrièrewaarde die de VS aan China toekent: $295 miljard ÷ $439 miljard = 0,67, wat, als percentage, 67% is.
De regering-Trump publiceerde later online hun formule voor handelsbarrières. Met variabele i die een land vertegenwoordigt, mi de import uit dat land en xi de export naar dat land, luidt de formule die het Witte Huis hanteert als volgt:
De formule van de regering-Trump omvatte elasticiteitsmaten die waren vastgesteld op ε = 4 en φ = 0,25, waardoor ε × φ = 1. Dus, met xi − mi als handelsdeficit, wordt de formule vereenvoudigd tot die van Surowiecki:
Het Bureau van de Amerikaanse Handelsvertegenwoordiger (USTR) van de regering-Trump legde uit dat de tarieven "worden berekend als het tarief dat nodig is om de bilaterale handelstekorten tussen de VS en elk van onze handelspartners in evenwicht te brengen", met als doel "de bilaterale handelstekorten naar nul te brengen". Maar zelfs landen waarmee de VS een handelsoverschot heeft, zoals Australië, kregen een tarief van 10%.

### Reacties
USTR citeerde onderzoeksrapporten van verschillende economen, van wie velen de formule publiekelijk bekritiseerden en stelden dat het Witte Huis hun onderzoek verkeerd had geïnterpreteerd en onjuist had toegepast. Anson Soderbery, wiens werk werd aangehaald, zei dat zijn onderzoek bedoeld was om precies de soorten beleid die het Witte Huis doorvoerde te ontmoedigen.
Economische experts bekritiseerden de formule omdat deze te simplistisch en onzinnig zou zijn, waarbij The Economist het beschreef als "bijna net zo willekeurig als het belasten van je naam op het aantal klinkers." Politico meldde dat veel economen vonden dat "de tarieven voor de meeste landen weinig verband hielden met de barrières die die landen oplegden aan Amerikaanse goederen en diensten." 
Sommige media, zoals Newsweek, suggereerden dat Trumps heffingenplan wellicht in allerijl was geschreven met behulp van ChatGPT, dat een soortgelijk idee voorstelt wanneer er wordt gevraagd naar een wereldwijde tariefformule die het handelsdeficit compenseert.
Op 29 mei oordeelde een federale rechtbank in New York dat de maatregelen niet op basis van de door de regering aangevoerde noodwet hadden mogen worden genomen. De regering kan zich beroepen op een economische noodsituatie, vanwege het voortdurende handelstekort; de rechter oordeelde dat het bestaan van het handelstekort geen noodsituatie opleverde nu dit reeds 49 jaar bestond.

## Handelsakkoorden
Op 1 augustus 2025 liep de laatste deadline af voor landen om een handelsakkoord te sluiten met de Verenigde Staten over de door hun aangekondigde importtarieven van 2 april. Enkel China krijgt nog een uitzonderlijk uitstel tot 10 november. Landen die tot een vergelijk kwamen, waren het Verenigd Koninkrijk op 8 mei, Vietnam op 2 juli, Indonesië op 16 juli, de Filipijnen op 22 juli, Japan op 23 juli en Zuid-Korea en Pakistan op 31 juli.
De Europese Unie kwam op 27 juli ook tot een akkoord met de VS. Het basistarief voor import van de EU naar de VS steeg van 5 naar 15 procent en in de omgekeerde richting bleef het 0 procent. Over enkele specifieke producten zoals farmaceutische producten, staal en aluminium wordt nog onderhandeld. De EU maakte de belofte de volgende drie jaren voor 750 miljard dollar aan olie en gas van de VS aan te kopen, alsook voor miljarden aan militair materieel. Daarnaast gaat de EU ook nog eens voor een waarde van 600 miljard dollar aan investeringen uitvoeren in de VS.
Voor landen zonder handelsakkoord gingen een aangepaste versie van de Bevrijdingsdagtarieven vanaf 7 augustus effectief in.